# Herbert Graßl
Herbert Graßl (* 25. März 1948 in Graz) ist ein österreichischer Althistoriker.

## Leben
Herbert Graßl studierte Geschichte (mit dem Schwerpunkt Alte Geschichte) und Klassische Philologie an der Universität Graz, wo er 1972 mit der Arbeit Untersuchungen zum Vierkaiserjahr 68/69 n. Chr. Ein Beitrag zur Ideologie und Sozialstruktur des frühen Prinzipats promoviert wurde. Seit 1970 war er Mitarbeiter am Institut für Alte Geschichte an der Universität Graz, ab 1973 als Assistent. 1981 habilitierte er sich in Graz für das Fach Alte Geschichte und Altertumskunde mit der Arbeit Sozialökonomische Vorstellungen in der kaiserzeitlichen griechischen Literatur (1. – 3. Jh. n. Chr.). 1983 erhielt Graßl einen Ruf als außerordentlicher Universitätsprofessor für das Fach Alte Geschichte und Altertumskunde an die Universität Klagenfurt. Dort baute er als erster Professor des Faches die Studienrichtung auf und trieb die Bibliothek voran. 1991 wurde er zum ordentlichen Universitätsprofessor an die Universität Salzburg berufen, wo er bis zu seiner Emeritierung 2016 am Fachbereich Altertumswissenschaften im Bereich Alte Geschichte, Altertumskunde und Mykenologie tätig war.
Graßls wissenschaftlichen Interessen liegen im Bereich der Sozial- und Wirtschaftsgeschichte, der historischen Verhaltensforschung sowie der Geschichte des antiken Ostalpenraumes angesiedelt. Die Behandlung benachteiligter Randgruppen der antiken Gesellschaft ist in vielen Vorträgen und wissenschaftlichen Publikationen Gegenstand eingehender Untersuchungen gewesen.

## Schriften
- Untersuchungen zum Vierkaiserjahr 68/69 n. Chr. Ein Beitrag zur Ideologie und Sozialstruktur des frühen Prinzipats. Verband der Wissenschaftlichen Gesellschaften Österreichs, Wien 1973.
- Sozialökonomische Vorstellungen in der kaiserzeitlichen griechischen Literatur. (1. – 3. Jh. n. Chr.). (= Historia-Einzelschriften. Heft 41). Steiner, Wiesbaden 1982, ISBN 3-515-03667-9.
- Calamus. Festschrift für Herbert Graßl zum 65. Geburtstag (= Philippika. Band 57). Harrassowitz, Wiesbaden 2013, ISBN 978-3-447-06856-7.